# Slavko Škerlak
Slavko Škerlak, slovenski policist in veteran vojne za Slovenijo, * 2. avgust 1960, Murska Sobota.

## Odlikovanja in nagrade
Leta 1994 je prejel častni znak svobode Republike Slovenije z naslednjo utemeljitvijo: »za izjemne zasluge pri obrambi svobode in uveljavljanju suverenosti Republike Slovenije«.